# Лусон
Лусо́н (тагал. Luzon) — найбільший острів Філіппінського архіпелагу, площа — 109 964,9 км². Населення — 46,2 млн жителів (2007).
Цією назвою називають також групу островів, одну з трьох найбільших на Філіппінах. На старовинних картах можна зустріти назву Лусон, що відноситься до о. Лусон, а також Нова Кастилія. До мешканців острова застосовували одне загальне найменування — лусонці.
На Лусоні розташована столиця Філіппін місто Маніла.

## Адміністративний поділ
Острів Лусон поділений на 8 регіонів, кожен з яких складається, своєю чергою, з кількох провінцій. Регіони: Ілокос (регіон I), Долина Кагаян (регіон II), Центральний Лусон (регіон III), Калабарсон (регіон IV-A), Мімаропа (регіон IV-B), Бікол (регіон V), Кордильєрський адміністративний регіон, Велика Маніла.

## Географія
Лусон — 15-й за величиною острів у світі. На ньому, окрім столиці Філіппінської республіки, Маніли, розташоване і найбільше за чисельністю населення місто Філіппін, Кесон. За чисельністю населення (60,8 млн осіб, 2018) Лусон посідає четверте місце у світі.
На заході острів омивається Південнокитайським морем, на сході — Філіппінським морем. На півночі він відокремлений Лусонською протокою від о. Тайвань і о-вів Рюкю. Лусонська протока також ділиться на дві гілки — канал Бабуян і канал Балінтанг. Береги західної та південної частини порізані затоками.
Лусон — гористий острів, висоти до 2922 м (гора Пулаґ). На острові є озера (Лагуна-де-Бай та інші), а також як згаслі (Араят), так і діючі вулкани (Майон та інші).
Велика гірська система, Центральна Кордильєра, проходить по північно-західній частині острова. На південь від неї розташовані невисокі гори Самбалес, а на схід — долина річки Кагаян, що відокремлює від Кордильєр інший гірський ланцюг, Сьєрра-Мадре. Кагаян — найбільша річка Філіппін. Між горами Сьєрра-Мадре і Самбалес пролягає Центрально-Лусонська рівнина, що займає 11 000 км². Вона є головним районом виробництва рису. У середині рівнини підноситься гора Араят.
Серед численних гірських річок розмірами виділяються дві — Агно і Пампанга, також на північно-східній частині острова протікає найдовша і найширша річка Філіппінського архіпелагу Кагаян. Відомий також вулкан Пінатубо, який вивергався останній раз в 1991 році. Острів має багато зручних заток і бухт, серед яких найбільші — затока Лінгала і Манільська бухта. Найбільше на Філіппінах озеро — Лагуна-де-Бай. Його площа — 949 км². Воно живить річку Пасиг, яка, незважаючи на невеликі розміри, грала в історії значну роль, оскільки проходить через центральну частину Маніли. На південний схід від найбільшого озера розташовано ще одне — озеро Тааль. Це зруйнований кратер старого вулкана, заповнений водою. У середині озера знаходиться невеличкий острівець, який також являє собою кратер, заповнений водою.
На південний схід від Лусона розташований острів Міндоро. Обидва острови розділені протокою Верде, що з'єднує Південнокитайське море і бухту Таябас. На південь від цієї бухти знаходиться о. Маріндуці. Південна частина Лусона — це півострів Бікол, витягнутий у довжину і вузький шматок суші. Він відділений від основної частини Лусона перешийком Таябас. Порізана берегова лінія тут має численні затоки і бухти, зручні для мореплавства. У бухті Ламон розташовані о. Алабат і група островів Полілуй, що входять до провінції Кесон. Крім Бікол виділяються і два дрібніших півострова — Карамоан і Бондок. І в найпівденнішій частині Бікол сусідить з о. Самар. Відділяє їх протока Сан-Бернардіно. На півострові Бікол досить багато вулканів. Найзначніший вулкан Вайнона в провінції Албай, 2 460 м. Інші великі вершини — гори Ісарог і Іріга в Південному Камарінес, і гора Булусан у Сорсогон.
Клімат субекваторіальний мусонний, часті тайфуни. Рослинність представлена вічнозеленими і листопадними тропічними лісами, в долинах річок ділянки саванної рослинності.
Узбережжя та долини річок густо заселені. Обробляються рис, кокосові пальми, тютюн, кукурудза.
На острові виявлено родовища золота, хромітів, міді і заліза.

## Історія
У давнину, на думку більшості вчених, Філіппіни, і Лусон особливо, були пов'язані з Азією сухопутним мостом, по якому перші поселенці проникли на територію, яка стала згодом групою островів. Це були аета, за антропологічною приналежністю — негроїди, родичі австралоїдів. Вважається, що ця подія сталася приблизно 15 000 років тому.
Австронезійці, інша етнічна група, монголоїдного типу, досягла островів приблизно 2 500 років тому, в результаті великої хвилі переселення австронезійських народів. Але в цей період вже не було сухопутного моста з Азією, тому вони прибували на Філіппіни по морю. Ці народи володіли навичками мореплавства. Головним чином це були малайці, але також і мігранти з о. Тайвань і з інших регіонів Південно-Східної Азії.
Перший контакт з Іспанією мав місце в XVI столітті. На чолі іспанських конкістадорів стояли Мігель Лопес де Легаспі, Хуан де Сальседо і Мартін де Гоіті. Вони прибули до берегів Лусона в 1570—1571 рр. Лусон і сусідні з ним землі були оголошені володінням іспанської корони, і знаходилися під іспанським ярмом понад 300 років.
Острів був центром національно-визвольної філіппінської революції наприкінці XIX століття. Після цього іспанське панування змінилося американським.
8 грудня 1941 японська авіація атакувала американські військові бази на Лусоні, і згодом окупувала острів. Свої бази японці розмістили в кількох пунктах, з яких найважливішим був берег затоки Лінгала. З японськими окупантами боролися як філіппінці, так і американці. Їх з'єднані війська відступили спочатку зі своїх позицій на півострів Батаан, звідки сподівалися розгорнути наступ. Тут відбулася битва, яка тривала декілька місяців. У результаті американські та філіппінські сили залишившись без постачання здалися японській армії.
В 1944 році американські війська знову висадилися на Філіппінах. Офіційно датою остаточної перемоги вважається 5 липня 1945 року. До цього моменту був звільнений повністю Лусон і вся інша територія Філіппін.

## Населення
Народи Лусона відносяться до різних етнолінгвістичних груп. Основні народності: аета, біколи, ібанагі, ігороти, ілокі, пампангани, пангасінани, тагали. Кожна з народностей живе в певному районі. Ілокі переважають у провінціях Північний Ілокос і Південний Ілокос, і в Долині Кагаян. Пампангани і Пангасінан — в провінціях Пампанга, Пангасінан, Тарлак і в Центральному Лусоні, тагали — в околицях Маніли і в регіоні Калабарсон. Ігороти — загальна назва гірських народів Центральних Кордильєр, хоча це кілька різних народів. Ібанагі — корінне населення Кагаян, а бікол (біколано) — півострова Бікол. Мусульмани і китайці в основному зустрічаються в містах, також як і переселенці з Європи, США, японці, корейці, метиси та інші. Кожна з народностей має свою мову, але державною вважається тагальська, часто використовується англійська. Цікаво, що ще в 1899 р., у період антиколоніальної революції, офіційною мовою була іспанська, і документи складалися на ній.
У релігійному відношенні картина також різноманітна. Більшість віруючих — католики, трохи менше — протестантів. Зберігаються традиційні народні культи. У пізніші часи з'явилися і суто філіппінські напрямки християнського спрямування — Незалежна Церква Філіппін, Церква Христа (тагал. Iglesia ni Cristo).